# Ensitel
Ensitel foi uma marca e cadeia de lojas de telecomunicações integrada na Avenir Telecom.
A mesma viu-se em dezembro de 2010 envolvida numa polémica nas redes sociais, pelo facto de ter colocado uma cliente insatisfeita em tribunal, para que removesse todos os posts no seu blog pessoal relacionados com a sua má experiência numa das lojas do grupo.
O acontecimento acabou por ter o efeito inverso nas redes sociais e blogs, tendo a marca sido acusada por milhares de utilizadores de violar o direito à liberdade de expressão.
No dia 31 de dezembro de 2010, dez dias após a cliente ter sido notificada da acção que iria decorrer, a Ensitel anunciou na sua página do Facebook a retirada da acção judicial.
A marca fechou os seus estabelecimentos e acabou por ser comprada pela The Phone House.